# Bibert-Schwabach-Rezat-Platten
Die Bibert-Schwabach-Rezat-Platten sind ein Naturraum in Mittelfranken. Sie sind Teil des Mittelfränkischen Beckens (Kennziffer 113), welches zur naturräumlichen Haupteinheitengruppe Fränkisches Keuper-Lias-Land gehört. Die Bibert-Schwabach-Rezat-Platten tragen die Kennziffer 113.31 und sind Teil der Südlichen Mittelfränkischen Platten (Kennziffer 113.3).

## Flüsse
Hauptflüsse sind die Bibert, die Schwabach, die Mittlere Aurach und die Fränkische Rezat. Diese Gewässer haben sich in den hier dominierenden Sandsteinkeuper und zum Teil auch in den Gipskeuper eingeschnitten.